# Annibale Lippi
Annibale Lippi (... – XVI secolo) è stato un architetto italiano.

## Biografia
Poche sono le informazioni storiche e biografiche di Lippi, che fu attivo nel periodo manieristico, e un valido rappresentante della tarda architettura rinascimentale.
Figlio di Nanni di Baccio Bigio e allievo di Francesco Salviati, realizzò il Santuario della Madonna di Loreto a Spoleto (1572).
A Roma lavorò per il cardinale Medici completando la costruzione della villa dal nome omonimo.
Al Lippi viene attribuita la ristrutturazione del palazzo già Ricci, poi Sacchetti, in Via Giulia su una struttura in origine sangallesca.